# موتور جی‌مانکی
موتور جی‌مانکی (به انگلیسی: JMonkeyEngine؛ یا به اختصار jME)، یک موتور بازی سازی سه‌بعدی است. jME کاملاً به زبان جاوا نوشته شده‌است. jME با استفاده از کتابخانه LWJGL از قابلیت‌های کتابخانه‌های اوپن‌جی‌ال (برای مدیریت گرافیک)، اوپن‌اِی‌اِل (برای مدیریت صدا) و اوپن‌سی‌ال (برای پردازش به وسیله کارت گرافیک) بر روی سیستم‌عامل‌های گوناگون بهره می‌برد. با استفاده از این موتور بازی‌سازی می‌توان بدون تغییر در کد بازی، بازی را روی سیستم‌عامل‌های مختلف (مانند ویندوز، اواس ده، گنو/لینوکس و اندروید) اجرا کرد.

jME یک موتور بازی سازی متن‌باز است که تحت پروانه بی‌اس‌دی منتشر می‌شود. jME توسط یک گروه کوچک از برنامه‌نویسان با همکاری یک جامعه کاربری تحت شبکه توسعه داده می‌شود. jME از نسخه ۳ به بعد به همراه یک کیت توسعه نرم‌افزار (SDK) بر مبنای نِت‌بینز عرضه می‌شود که بازی‌سازی با آن را ساده‌تر می‌کند.

## ویژگی‌ها
- فیزیک
  - یکپارچه‌سازی با موتور فیزیک بولِت
  - پردازش چندنخی فیزیک
  - بررسی برخوردها بر اساس شکل واقعی اجسام
- جلوه‌های ویژه
  - سیستم ذرات با قابلیت نمایش دود، آتش، انفجار و ...
  - پردازش پس از رندر با قابلیت نمایش :
    - بازتاب مایعات
    - سایه‌زنی پس از رندر (Shadow Mapping)
    - تصویربرداری دامنه دینامیک بالا (HDR)
    - موشن بلور (Motion Blur)
    - عمق میدان (Depth of Field)
    - رندر غیر واقعی ،هنری یا کارتونی (Cartoon Effect)
- نورپردازی
  - پردازش اثر نور برای هر پیکسل رندر شده (Per-pixel Lighting)
  - پردازش چندباره نور برای بدست محاسبه ترکیبات رنگ نورها (Multipass Lighting)
  - سایه‌زنی فونگ (Phong Shading)
  - سایه‌زنی به روش تانژانت برای شبیه‌سازی سطح فلزات (Tangent Shading)
  - بازتاب آینه‌ای
- ورودی/خروجی
  - موس، صفحه‌کلید، صفحه لمسی
  - صدای سه‌بعدی
  - قابلیت بازی‌سازی تحت شبکه